# L'Incroyable Équipe
Pour plus de détails, voir Fiche technique et Distribution.
L'Incroyable Équipe (Der Ganz Große Traum) est un film allemand de Sebastian Grobler sorti en 2011.

## Synopsis
En Allemagne à la fin du XIXe siècle, un professeur d'anglais découvre à Londres un jeu bien particulier : Le football. Pour renforcer leur esprit d'équipe, il décide d'en enseigner les règles à ses élèves. Ses méthodes d'enseignement pacifistes et bien différentes des autres professeurs de l'établissement lui valent l'adoration et le respect de la classe entière.

## Fiche technique
- Titre : L'Incroyable Équipe
- Titre original : Der Ganz Große Traum
- Réalisation : Sebastian Grobler
- Pays d'origine :  Allemagne
- Genre : Drame, Sport
- Durée : 110 minutes

## Distribution
- Daniel Brühl : Konrad Koch
- Burghart Klaußner : Gustav Merfeld
- Thomas Thieme : Dr. Roman Bosh
- Justus von Dohnányi : Richard Hartung
- Katherin von Steinburg : Klara Bornstedt
- Axel Prahl : Schricker Senior
- Jürgen Tonkel : Dr. Jessen
- Theo Trebs : Felix Hartung
- Adrian Moore : Joost Bornstedt
- Till Valentin Winter : Otto Schricker
- Anna Stieblich : Madame Salchow
- Joseph Ostendorf : Pfarrer Werners
- Michael Hanemann : Tuchowski
- Lennart Betzgen : Emanuel
- Josef Dragus : Zumbrink
- Fabio Seyding : Hans
- Sten Horn : Wilhem
- Henriette Confurius : Rosalie